# Fibre Channel switch

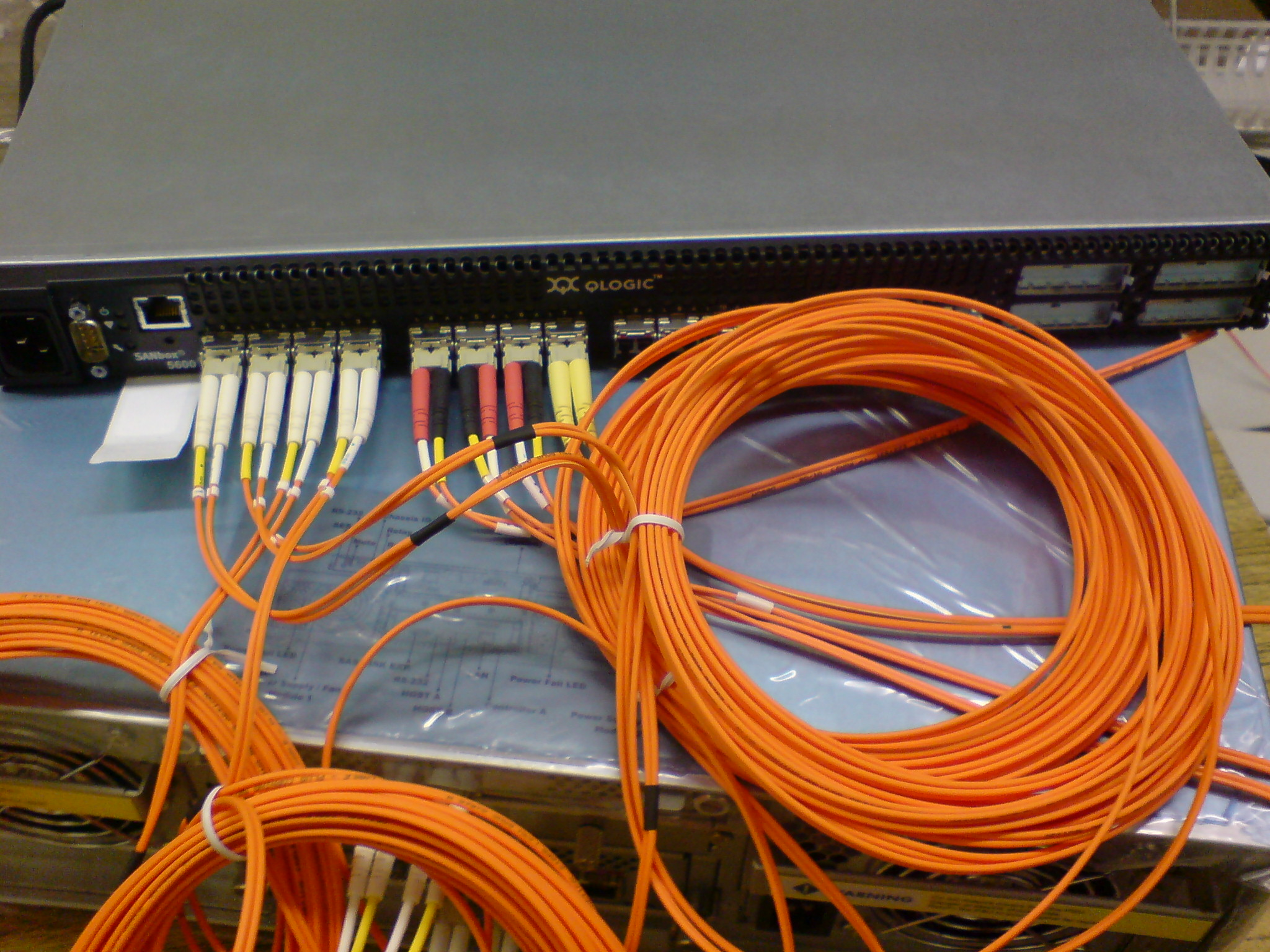
SAN-switch Qlogic con connessioni ottiche Fibre Channel.

Un Fibre Channel switch è un dispositivo utilizzato nelle Storage Area Network per interconnettere gli Host Bus Adapter (HBA) operanti in Fibre Channel alle unità di storage. Ha funzionalità simili a quelle in uno switch di rete ethernet ma opera sul protocollo Fibre Channel. Consente la creazione di  Fibre Channel fabric che sono alla base della maggior parte delle attuali storage area network.
La fabric è una rete di dispositivi Fibre Channel che permette una comunicazione molti a molti, l'identificazione dei dispositivi, la sicurezza e la ridondanza. I Fibre Channel switch implementano lo zoning per impedire il traffico non voluto fra i dispositivi e le HBA impedendo così, ad esempio, ad un server di accedere ad una risorsa di rete non dedicata a lui.
Un Fibre Channel switch con almeno 128 porte normalmente viene chiamato Fibre Channel director anche se le funzionalità offerte sono le medesime offerte da uno switch più piccolo.
I principali produttori di Fibre Channel switch sono Brocade, Cisco e QLogic.